# Cultura di Peiligang

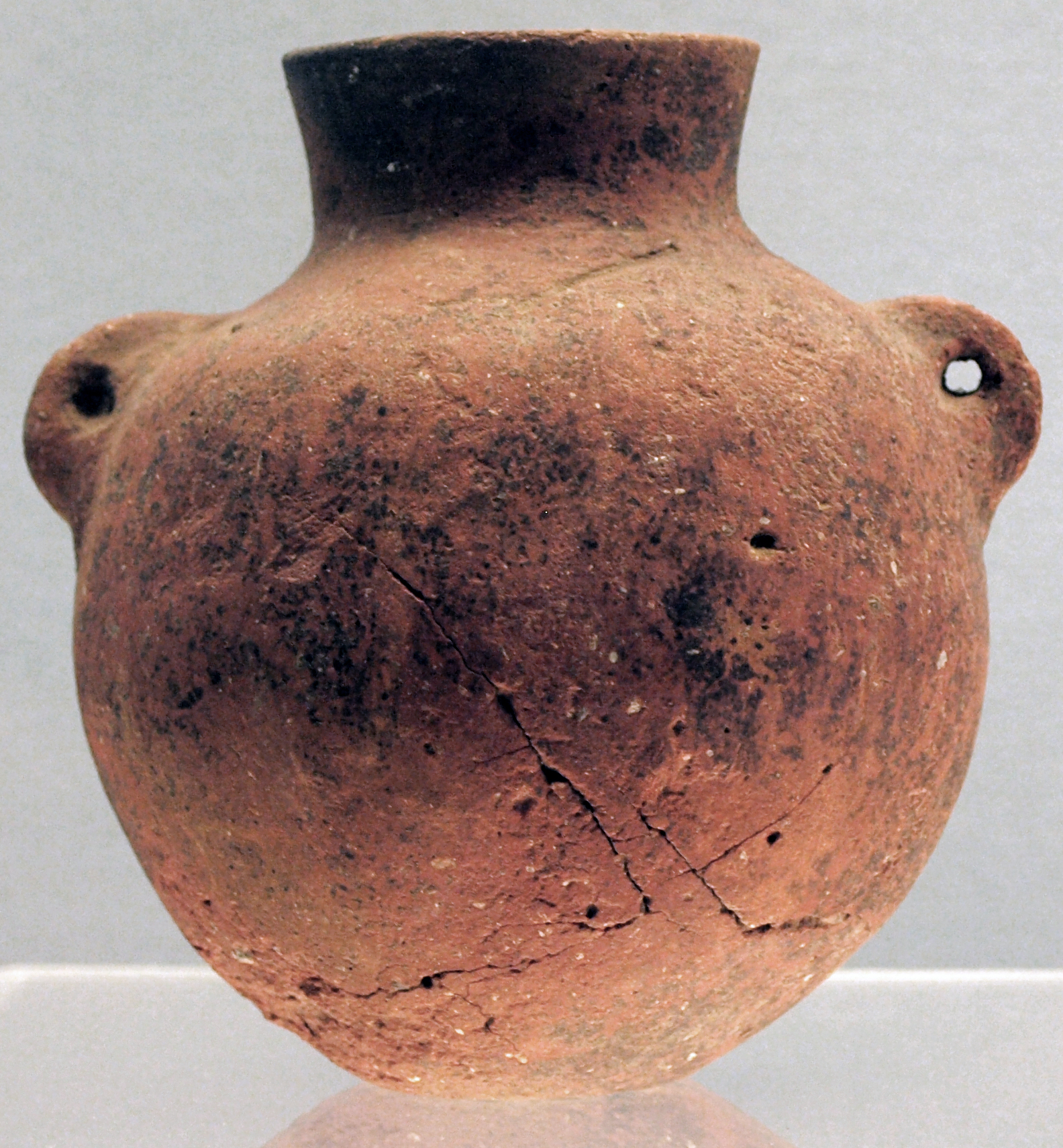
Vaso rosso con piccole maniglie appartenente alla cultura di Peiligang, c. 6000-5200 a.C., ora al Museo di Shanghai.

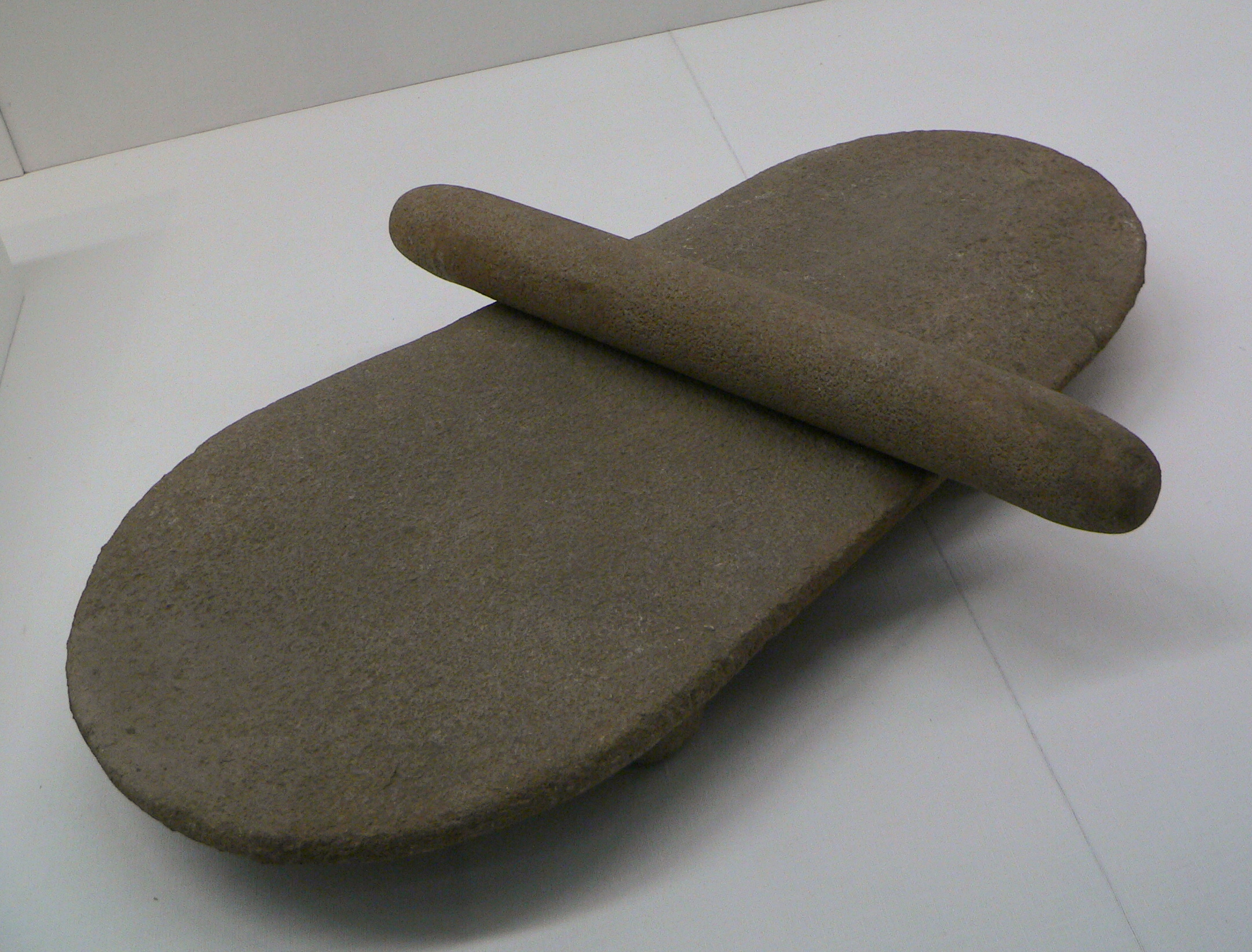
Macina per granaglie della cultura di Peiligang. (Museo di Zhenzhou)

La cultura di Peiligang (cinese: 裴李崗文化, pinyin: Péilǐgǎng Wénhuà) è il nome che gli archeologi hanno dato ad un gruppo di insediamenti neolitici del bacino del fiume Luo, nella provincia cinese di Henan. Il nome deriva dal primo sito scoperto nel 1976 a Peiligang. Un altro importante sito associato alla cultura Peiligang, fra i primi scoperti, è quello di Jiahu. Nei decenni successivi sono stati scoperti i resti di oltre 70 insediamenti appartenenti a questa cultura, soprattutto nella parte centrale della provincia di Henan, ma anche a nord e a sud.

## Scoperta
Il sito di Peiligang è stato scoperto nel 1976 nei pressi di Xinzheng, nella provincia cinese di Henan. Altri siti risalenti alla stessa cultura sono stati scoperti in seguito, anche se il più importante rimane quello di Jiahu, scoperto nel 1962.

## Datazione
In base alle misurazioni fatte con il radiocarbonio, la cultura Peiligang è datata fra il 7000 e il 5000 a.C. ed è assimilabile alla vicina cultura di Cishan e probabilmente antenata della cultura di Yangshao. 
Assieme ai reperti di Cishan e a quelli ritrovati ad Hassuna e Samarra in Mesopotamia, risulta una delle prime culture ad aver utilizzato la ceramica.

## Modo di vita
Le comunità vivevano in insediamenti stabili, dove praticavano la coltivazione del miglio e l'allevamento di maiali, come supplemento all'alimentazione derivante dalla caccia e dalla pesca. Gli attrezzi erano soprattutto di pietra levigata.
Nei siti della cultura Peiligang è stato rinvenuto vasellame in terracotta rossa (xìní hóngtáo 细泥红陶) o di terracotta mista a sabbia (jiāshācū hóngtáo 夹砂粗红陶) lavorato a mano.